# تسوباسا سانو
تسوباسا سانو (انگلیسی: Tsubasa Sano؛ زادهٔ ۱۸ اکتبر ۱۹۹۴) بازیکن فوتبال اهل ژاپن است.